# Nemeti

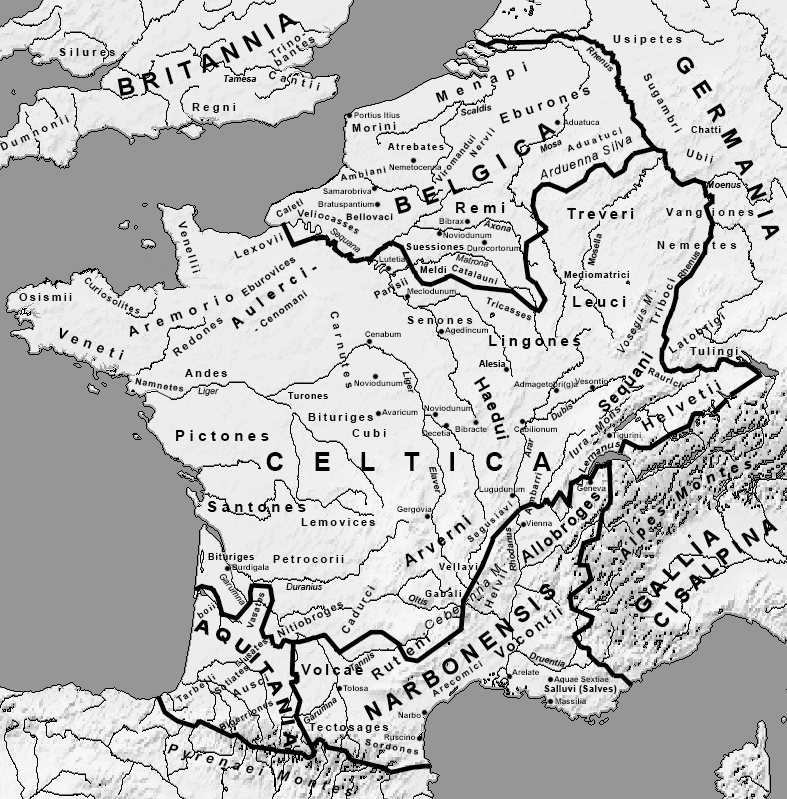
Mapa Galii pokazująca Nemeti w dorzeczu górnego Renu

Nemeti, Nemetes albo niem. Nemeter – zachodniogermańskie plemię, które żyło w I w. p.n.e. na obszarze górnej Nadrenii, pomiędzy Palatynatem i Jeziorem Bodeńskim.
Rzymska nazwa miasta Spira (łac. Noviomagus Nemetum) ma związek z nazwą plemienia Nemeti. Cezar opisuje miejsce zamieszkania Nemeti, a Tacyt uważa ich za sojuszników Rzymu.

## Etymologia nazwy Nemeti
Nazwa plemienia Nemeti jest związana z imieniem bogini Nemetony (która była czczona w tym rejonie), oraz celtyckim rdzeniem nemeto- (jak w słowie nameton, który u Celtów oznaczał święte miejsce, np. święty gaj). Etruska inskrypcja z V wieku p.n.e. zanotowała mi Nemetieś (interpretowane jako celtyckie imię męskie *Nemetios).

## Związek z nazwą Niemiec
Nazwa Nemetes uważana jest przez niektórych za prawdopodobne źródło nazwy „Niemcy” w językach słowiańskich i węgierskim.